# Мавзолеи Аманбая и Аманжола
Мавзолеи Аманбая и Аманжола — архитектурный ансамбль в Шетском районе Карагандинской области. Расположен на территории безымянного некрополя XIX века — в 4 км к юго-востоку от горы Тайаткан на берегу реки Босага на северо-востоке Бетпак-далы. Построен в честь сыновей Агыбай-батыра Аманбая и Аманжо́ла. В апреле 2010 года объявлен памятником истории и культуры местного значения.

## Мавзолей Аманбая
Построен в 1924 году. Мавзолей возведен из сырцового кирпича. Восьмигранное ступенчатое основание завершается конусообразным куполом. Фасад отличается особой кладкой и украшен поясами. Вход в мавзолей сделан в виде арок.

## Мавзолей Аманжола
Сооружен над могилой Аманжола. Квадратное сооружение с куполом и примыкающие к нему помещение для молитвы, соединённое крытым проходом.